# Åssjejauratj (Arjeplogs socken, Lappland)
Åssjejauratj är en sjö i Arjeplogs kommun i Lappland och ingår i Byskeälvens huvudavrinningsområde. Åssjejauratj ligger i Byskeälven Natura 2000-område.